# Polly Tieck
Polly Tieck, seudónimo de Ilse Amalie Ehrenfried (Berlín, 30 de marzo de 1893-Chile, 1975) fue una periodista alemana. También publicó bajo los seudónimos de Katta Launisch y Lieschen Lassdas.

## Trayectoria
Sus padres eran el médico Josef (Varsovia, 1862-Berlín, 1919) y Eva Ehrenfried (Ząbkowice Śląskie, 1868-Berlín, 1895). Fue amiga íntima del poeta Arthur Eloesser. Se casó en 1916 con el periodista Hellmuth Falkenfeld (1893-1954). De este matrimonio nació su hija Eva en 1917.  Durante la República de Weimar, trabajó como jefa del taller de patrones en la Ullstein Verlag de Berlín.  Empezó a tener notoriedad y se convirtió en una codiciada escritora de artículos. Se vio obligada a retirarse del periodismo después de que los nacionalsocialistas llegaran al poder, al igual que Mascha Kaléko, Dinah Nelken y otras escritoras contemporáneas.
Estilísticamente, sus contribuciones periodísticas a Tage-Buch, BZ am Mittag, Ulk y Münchner Jugend recuerdan a Irmgard Keun y Kurt Tucholsky. En sus escritos capturó a la mujer de su época con precisión, ingenio y elocuencia. Entre sus mejores ensayos se encuentra una respuesta ingeniosa y atrevida al artículo de Tucholsky Was machen Menschen, wenn sie allein sind? (¿Qué hace la gente cuando está sola?), titulado Was macht die Frau, wenn sie allein ist? (¿Qué hace una mujer cuando está sola?) (1926), ya que las observaciones de Tucholsky se aplicaban únicamente a los hombres. Con ello, formuló una psicología divertida y concisa de la mujer alemana de esa época.
El 27 de octubre de 1931 se volvió a casar con el comerciante Hans Georg Aufrichtig.  En 1938, emigraron a Estados Unidos y después a Chile.  Ella adoptó la ciudadanía chilena y vivió como Ilse Ehrenfried de Aufrichtig en Valparaíso y Viña del Mar. El matrimonio regentaba una casa de moda y una sastrería femenina en Valparaíso y participaba activamente en organizaciones judías.  En el exilio, escribió para el periódico Aufbau.